# 2017年10月摩加迪沙恐怖袭击
2017年10月14日，在索马里首都摩加迪沙发生了一起汽车炸弹袭击案，造成了587人死亡以及316人嚴重受伤。
目前尚无任何组织宣称制造了这次爆炸袭击事件。当地媒体报道说，这起爆炸袭击事件是索马里极端组织“青年党”所为，袭击的主要目标可能是当地经常为政府官员和媒体记者等提供住宿的萨法里酒店。

## 背景
青年党是活动在东非国家索马里的一个伊斯兰原教旨主义恐怖组织，它支持恐怖主义头目本·拉登和盖达组织，并不断在索马里和索马里边境国家，如肯尼亚、利比亚、乌干达等地制造恐怖主义事件，屠杀平民，意图推翻非洲联盟和索马里政府，该组织目前主要控制了索马里的中南部土地。

## 袭击
2017年10月14日，一辆装满爆炸物的卡车在霍丹区附近被引爆。
事发时，袭击车辆正在通过一个检查关卡。随后，当安全人员即将进行搜查时，司机加速冲过了屏障，随即引爆了炸弹。卡车的爆炸同时引燃了路边的一辆油罐车，造成了更严重的伤亡和损失。路口附近人口密集，有商店、酒店和政府大楼等。萨弗里酒店被基本炸毁，许多人被困在了废墟中。而这座酒店地处索马里外交部附近，一名议员和多名外交部职员也在爆炸中受伤。卡塔尔驻索马里大使馆在爆炸中严重受损，使馆代办受了轻伤。国际红十字委员会的4名红新月志愿者也在爆炸中身亡。

## 各方反应

### 国内
索马里总统穆罕默德·阿卜杜拉·穆罕默德宣布全国降半旗，将为此事哀悼三天；同时呼吁民众捐血，帮助受害者。

### 国际
美国：美国“以最强烈措词”谴责袭击，指这是“懦夫”行为（senseless and cowardly），并强调将会支持索马里打击恐怖主义。美国务院发表声明对遇难者致哀，也期盼伤者尽速康复。
 英国：英国驻索马里大使指袭击残暴和懦弱，并对遇难者的亲属表示慰问。
 中华人民共和国：中国外交部发言人陆慷在当日例行记者会上表示，中方向不幸遇难人员表示深切的哀悼，向伤者和遇难者家属表示诚挚的慰问。他说，中方坚决反对一切形式的恐怖主义，将继续坚定支持索方打击恐怖主义、维护国家安全稳定的努力，愿同包括索马里在内的非洲国家加强合作，共同应对恐怖主义威胁和挑战，继续为非洲的和平安全与稳定发挥建设性作用。
 土耳其：土耳其在外交部发表的声明中指出，愿袭击中的遇难者得到安拉的怜悯，向遇难者亲属表示哀悼，并祝愿伤员早日康复。声明中还强调，这起袭击事件是在索马里为恢复稳定迈出重要步伐的一个时期实现的，面对这一恐怖主义行径我们永远与索马里人民和政府站在一起。

### 国际组织
联合国：联合国秘书长古特雷斯通过发言人发表声明，谴责此次恐怖袭击。他呼吁索马里人民团结起来，打击恐怖主义和极端主义暴力活动，共同致力于建立一个包容的、有效的联邦政权。古特雷斯重申联合国对索马里政府和人民追求和平与稳定的支持。